# Cristina Gelpí Arroyo
Cristina Gelpí Arroyo   (Barcelona, 19 de febrer de 1967) és una professora universitària catalana que exerceix des del gener del 2022 com a secretària general del Consell Interuniversitari de Catalunya (CIC).
Llicenciada en Filologia catalana el 1990, i doctorada el 1997, també és llicenciada en Dret des del 2007, i ha exercit com a professora agregada del Departament de Traducció i Ciències del Llenguatge de la Universitat Pompeu Fabra. Dins d'aquesta mateixa universitat també ha exercit de vicerectora de Projectes per a la Docència entre els anys 2017 i 2021, i com a degana de la Facultat de Traducció i Interpretació entre el 2010 i el 2013, a més de cap d'estudis entre el 2004 i 2007, i secretària acadèmica entre el 2009 i 2010.
La seva recerca ha anat encaminada cap a la jurilingüística, havent-se ocupat de la interacció entre el dret, la traducció i la lexicografia. Una altra línia d'investigació ha girat al voltant de la llengua de signes catalana.
Des del gener del 2022, en que fou nomenada pel Govern de la Generalitat de Catalunya, és la secretària general del Consell Interuniversitari de Catalunya (CIC).